# Tephrina capulata
Tephrina capulata är en fjärilsart som beskrevs av John Henry Leech 1897. Tephrina capulata ingår i släktet Tephrina och familjen mätare. Inga underarter finns listade i Catalogue of Life.